# Andrés Marroquín
Andrés Marroquín Retondo (Bogotá, 1964) es un director y guionista de televisión colombiano.

## Filmografía
- Un bandido honrado  (2019)
- La nocturna  (2017)
- El tesoro  (2016)
- Tiro de gracia  (2015)
- Mentiras perfectas  (2013)
- Rafael Orozco, el ídolo  (2012)
- Primera dama  (2011)
- La Teacher de inglés  (2010)
- Bermúdez  (2009)
- Nuevo rico, nuevo pobre  (2007)
- El engaño  (2006)
- El auténtico Rodrigo Leal  (2003)
- La baby sister  (2000)
- De pies a cabeza  (1993)

## Premios y nominaciones

### Premios India Catalina
| Año  | Categoría                            | Telenovela o Serie      | Resultado |
| ---- | ------------------------------------ | ----------------------- | --------- |
| 2014 | Mejor director de telenovela o serie | Mentiras perfectas      | Nominado  |
| 2013 | Mejor director de telenovela o serie | Rafael Orozco, el ídolo | Ganador   |
| 2009 | Mejor director de telenovela o serie | Muñoz vale por 2        | Nominado  |
| 2008 | Mejor director de telenovela o serie | Nuevo rico, nuevo pobre | Nominado  |
| 2002 | Mejor director de telenovela o serie | El inútil               | Nominado  |
| 2001 | Mejor director de telenovela o serie | La baby sister          | Nominado  |

### Premios Tv y Novelas
| Año  | Categoría      | Telenovela o Serie      | Resultado |
| ---- | -------------- | ----------------------- | --------- |
| 2014 | Mejor director | Mentiras perfectas      | Nominado  |
| 2013 | Mejor director | Rafael Orozco, el ídolo | Ganador   |